# 留宾乡
留宾乡，是中华人民共和国四川省宜宾市南溪区曾经下辖的一个乡。2019年8月，撤销留宾乡，将其所属行政区域划归裴石镇管辖。

## 行政区划
留宾乡撤销前下辖以下地区：
留宾社区、文化村、鲜明村、红金村、石盘村、光辉村、马村、建国村、长冲村、团结村、集体村和熊湾村。